# Буковецька сільська рада (Верховинський район)
| Буковецька сільська рада — орган місцевого самоврядування у Верховинському районі Івано-Франківської області з адміністративним центром у с. Буковець. Утворена 14 червня 1994 року і передане село Черетів з Верхньоясенської сільради. За переписом населення України 2001 року в сільській раді мешкало 812 осіб. Водоймища на території, підпорядкованій даній раді: річка Чорний Черемош. Сільській раді підпорядковані населені пункти: - с. Буковець - с. Черетів |          |
| Мова | Відсоток |
| українська | 99,88 %  |
| російська | 0,12 %   |

## Склад ради
Рада складається з 16 депутатів та голови.

### Керівний склад ради
| ПІБ                           | Основні відомості                                                                                  | Дата обрання | Дата звільнення |
| ----------------------------- | -------------------------------------------------------------------------------------------------- | ------------ | --------------- |
| Могорук Іван Васильович       | Сільський голова, 1950 року народження, освіта, член Української Народної Партії                   | 26.03.2006   | 31.10.2010      |
| Матаржук Мирослав Миколайович | Сільський голова, 1979 року народження, освіта вища, член Всеукраїнського об'єднання «Батьківщина» | 31.10.2010   |                 |

Примітка: таблиця складена за даними джерела